# 吴场站
吴场站是一个成昆线上的铁路车站，位于四川省夹江县吴场乡，建于1965年，目前为四等站，邮政编码为614119。目前客运：办理旅客乘降；不办理行李、包裹托运；货运：办理整车货物发到。